# World Series of Poker 2002
2002 års World Series of Poker (WSOP) pokerturnering hölls vid Binion's Horseshoe.

## Inledande event
| Event                                            | Vinnare               | Pris (USD) | Tvåa                  |
| ------------------------------------------------ | --------------------- | ---------- | --------------------- |
| $500 Casino Employee's Limit Hold'em             | David Warga           | $47 300    | Leon Wheeler          |
| $2 000 Limit Hold'em                             | Mike Majerus          | $407 120   | David Chiu            |
| $1 500 Omaha Hi-Lo Split                         | Perry Friedman        | $176 860   | Greg Mascio           |
| $2 000 No Limit Hold'em                          | Layne Flack           | $303 880   | Tom Jacobs            |
| $1 500 Seven Card Stud                           | Phil Ivey             | $132 000   | Toto Leonidas         |
| $1 500 Limit Omaha                               | John Cernuto          | $73 320    | Randy Holland         |
| $1 500 Seven Card Stud Hi-Lo Split               | Paul Clark            | $125 200   | Andrew Prock          |
| $1 500 Pot Limit Omaha                           | Jack Duncan           | $192 560   | Lindy Chambers        |
| $2 500 No Limit Hold'em Gold Bracelet Match Play | Johnny Chan           | $34 000    | Phil Hellmuth Jr.     |
| $2 000 H.O.R.S.E.                                | John Hennigan         | $117 320   | Ben Tang              |
| $2 000 Pot Limit Hold'em                         | Jay Sipelstein        | $150 240   | Barny Boatman         |
| $2 500 Seven Card Stud                           | Dan Torla             | $115 600   | Bill Gibbs            |
| $3 000 Limit Hold'em                             | John Hom              | $174 840   | Benny Wan             |
| $1 500 Razz                                      | Billy Baxter          | $64 860    | Chico Flynn           |
| $2 500 Pot Limit Omaha                           | Jan Vang Sørensen     | $185 000   | Brent Carter          |
| $2 500 Seven Card Stud Hi-Lo                     | Phil Ivey             | $118 440   | Sirous Baghchehsaraie |
| $3 000 Pot Limit Hold'em                         | Fred Berger           | $197 400   | Chris Ferguson        |
| $1 500 Ace to Five Lowball                       | Thor Hansen           | $62 600    | Brian Nadell          |
| $1 500 No Limit Hold'em                          | Layne Flack           | $268 020   | Johnny Chan           |
| $2 500 Omaha Hi-Lo Split                         | Eddie Fishman         | $135 360   | Doug Saab             |
| $1 500 Pot Limit Hold'em                         | John McIntosh         | $177 380   | Mel Weiner            |
| $5 000 Seven Card Stud                           | Qushqar Morad         | $172 960   | Steven Banks          |
| $2 000 S.H.O.E.                                  | Phil Ivey             | $107 540   | Diego Cordovez        |
| $5 000 Limit Hold'em                             | Jennifer Harman       | $221 440   | Brian Green           |
| $1 500 Limit Hold'em Shootout                    | Joel Chaseman         | $96 400    | Gene Timberlake       |
| $1 000 Ladies' Championship                      | Catherine Brown       | $39 880    | Marie Sohn            |
| $5 000 Pot Limit Omaha                           | Robert Williamson III | $201 160   | Patrick Bruel         |
| $1 500 Limit Hold'em                             | Meng La               | $190 920   | Steve Kaufman         |
| $5 000 Omaha Hi-Lo Split                         | Mike Matusow          | $148 520   | Daniel Negreanu       |
| $3 000 No Limit Hold'em                          | Randal Heeb           | $367 240   | Sherman Burry         |
| $2 000 1/2 Hold'em 1/2 Stud                      | Dan Heimiller         | $108 300   | Ram Vaswani           |
| $5 000 Deuce to Seven Draw No Limit              | Allen Cunningham      | $160 200   | O'Neil Longson        |
| $1 000 Seniors' No Limit Championship            | Bill Swan             | $134 000   | Mike Sexton           |
| $1 500 Triple Draw Lowball Ace to Five           | John Juanda           | $49 620    | Paul Phillips         |

## Main Event
631 stycken deltog i Main Event. Varje deltagare betalade $10 000 för att delta.

### Finalbordet
| Placering | Namn              | Pris       |
| --------- | ----------------- | ---------- |
| 1         | Robert Varkonyi   | $2 000 000 |
| 2         | Julian Gardner    | $1 100 000 |
| 3         | Ralph Perry       | $550 000   |
| 4         | Scott Gray        | $281 480   |
| 5         | Harley Hall       | $195 000   |
| 6         | Russell Rosenblum | $150 000   |
| 7         | John Shipley      | $125 000   |
| 8         | Tony D            | $100 000   |
| 9         | Minh Ly           | $85 000    |